# Tiger Cage : la Rançon des traîtres
Pour les articles homonymes, voir Tiger Cage (homonymie) et Cage (homonymie).
Série
Tiger Cage 2
(1990)
Pour plus de détails, voir Fiche technique et Distribution.
Tiger Cage : la Rançon des traîtres (特警屠龍, Dak ging to lung) est un film hongkongais réalisé par Yuen Woo-ping, sorti en 1988.

## Synopsis
Les policiers des stups commandé par l'inspecteur Hsiu, font une descente et arrêtent une bande de dealers, mais leur chef, Hsiong, parvient à s'enfuir. Le lendemain, à la veille de son mariage avec Shirley, Hsiu est assassiné par Hsiong. Tous ses collègues se mettent à la poursuite du meurtrier, qu'ils arrêtent finalement alors qu'il s'apprête à embarquer sur un bateau pour quitter Hong Kong. Mais avant qu'ils aient pu l'interroger, le capitaine Wong tue Hsiong. Yau soupçonne alors un de ses collègues d'être lié au trafic de drogues.

## Fiche technique
- Titre français : Tiger Cage : la Rançon des traîtres ou La Colère du tigre[1]
- Titre original : 特警屠龍 (Dak ging to lung)
- Réalisation : Yuen Woo-ping
- Scénario : Wong Wing-fai et Yip Kwong-kim
- Musique : Donald Ashley et Nick Chi-hung Wong
- Photographie : Chan Man-to et Lee Kin-keung
- Montage : Chan Ki-hop, Cheung Kwok-kuen, Kwong Chi-leung et Lee Yam-hai
- Production : Stephen Shin
- Société de production : D & B Films
- Pays d'origine :  Hong Kong
- Format : Couleurs - 1,85:1 - Mono - 35 mm
- Genre : Action, policier, drame et thriller
- Durée : 92 minutes
- Dates de sortie : 
  - Hong Kong britannique : 28 juillet 1988
  - France : 1989 (?)[1]

## Distribution
- Jacky Cheung : Fang Shun-Yu
- Simon Yam : Michael Wong
- Donnie Yen : Terry
- Carol Cheng : Shirley Ho
- Leung Ka-yan : Hsiu
- Ng Man-tat : Tak
- Wang Lung-wei : Hsiong
- Irene Wan : Amy
- Vincent Lyn : Vincent
- Michael Woods : homme de main
- Stephen Berwick : homme de main
- Fung Hark-on : mécanicien
- Yuen Cheung-yan : policier
- Chen Jing : Pheasant
- James Mou : M. Mou

## Anecdotes
Ce film est le premier volet de la trilogie Tiger Cage réalisée par Yuen Woo-ping : les deux autres films sont Tiger Cage 2 sorti en 1990 et Tiger Cage 3 sorti en 1991.